# Gabriele Podavini
Gabriele Podavini (Gavardo, 25 novembre 1955) è un ex calciatore e allenatore di calcio italiano, di ruolo difensore.

## Carriera

### Giocatore
Terzino destro, Podavini ha militato 3 stagioni in Serie A con le maglie di Brescia (annata 1980-81) e Lazio (dal 1983 al 1985), totalizzando complessivamente 76 presenze e 2 reti in massima serie.
Ha inoltre disputato 9 stagioni in Serie B con Brescia, Lazio e Genoa, collezionando 279 presenze e 13 reti, ottenendo due promozioni in Serie A (nella stagione 1979-80 con il Brescia, e nel 1982-83 con la Lazio).
Una delle bandiere della Lazio negli anni ottanta, ultimo degli artefici della promozione in Serie A del 1983 a lasciare i biancocelesti, è stato inoltre uno dei protagonisti nella stagione 1986-87, in cui la formazione romana riuscì, negli spareggi del San Paolo di Napoli contro Campobasso e Taranto, a conquistare la permanenza in Serie B nonostante una penalizzazione iniziale di nove punti, quando ancora la vittoria ne valeva due, con gli elementi di quella squadra che si guadagnarono il soprannome di Eroi del -9.

### Allenatore
Una volta terminata la carriera di calciatore, Podavini intraprende quella di allenatore, guidando tra le altre Pordenone, Seregno e Bagnolese.

## Palmarès

### Giocatore
- Campionato Primavera: 1

Brescia: 1974-1975